# Уизерспун, Марк
Дональд Марк Уизерспун (англ. Donald Mark Witherspoon; род. 3 сентября 1963, Чикаго) — американский легкоатлет, специалист по бегу на короткие дистанции. Выступал за сборную США по лёгкой атлетике в 1980-х и 1990-х годах, обладатель серебряной медали чемпионата мира в помещении, бронзовый призёр Игр доброй воли, чемпион США в беге на 100 метров, участник летних Олимпийских игр в Барселоне.

## Биография
Марк Уизерспун родился 3 сентября 1963 года в Чикаго, штат Иллинойс.
Занимался лёгкой атлетикой во время учёбы в Христианском университете Абилина, успешно выступал за местную команду Abilene Christian Wildcats на различных студенческих соревнованиях, в частности в беге на 100 метров становился пятым на чемпионате Национальной ассоциации студенческого спорта (NCAA).
В 1984 году, ещё будучи студентом, пытался пройти отбор на летние Олимпийские игры в Лос-Анджелесе, но на национальном олимпийском отборочном турнире в беге на 400 метров дошёл лишь до стадии полуфиналов.
В 1987 году вошёл в основной состав американской национальной сборной и выступил на домашнем чемпионате мира в помещении в Индианаполисе, где завоевал бронзовую награду в зачёте бега на 60 метров (позднее в связи с допинговой дисквалификацией канадского спринтера Бена Джонсона поднялся в итоговом протоколе на вторую позицию). Помимо этого, в дисциплине 100 метров с личным рекордом 10,04 одержал победу на чемпионате США в Сан-Хосе, отметился выступлением на Панамериканских играх в Индианаполисе и на чемпионате мира в Риме.
В 1989 году стал серебряным призёром в дисциплине 200 метров на чемпионате США в Хьюстоне.
В 1990 году среди прочего принял участие в Играх доброй воли в Сиэтле, завоевал бронзовую награду на дистанции 100 метров, уступив только своим титулованным соотечественникам Лерою Барреллу и Карлу Льюису.
В 1992 году в беге на 100 метров выиграл серебряную медаль на национальном олимпийском отборочном турнире в Новом Орлеане и тем самым удостоился права защищать честь страны на летних Олимпийских играх в Барселоне. На Олимпиаде в полуфинале 100-метровой дисциплины вынужден был сойти с дистанции из-за травмы ахиллова сухожилия.
В 1994 году участвовал в Кубке мира в Лондоне, вместе с соотечественниками стал третьим в программе эстафеты 4 × 100 метров.
Завершил спортивную карьеру по окончании сезона 1998 года.